# Iguanacolossus fortis
Iguanacolossus fortis es la única especie conocida del género extinto Iguanacolossus (lat. "Iguana Colosal") de dinosaurio ornitópodo iguanodóntido que vivió a principios del período Cretácico, hace unos 130 millones de años en el Barremiense, en lo que es hoy Norteamérica. Se trata de un iguanodonte basal que fuera encontrado en Miembro Yellow Cat de la Formación Montaña Cedar de Utah, Estados Unidos. 

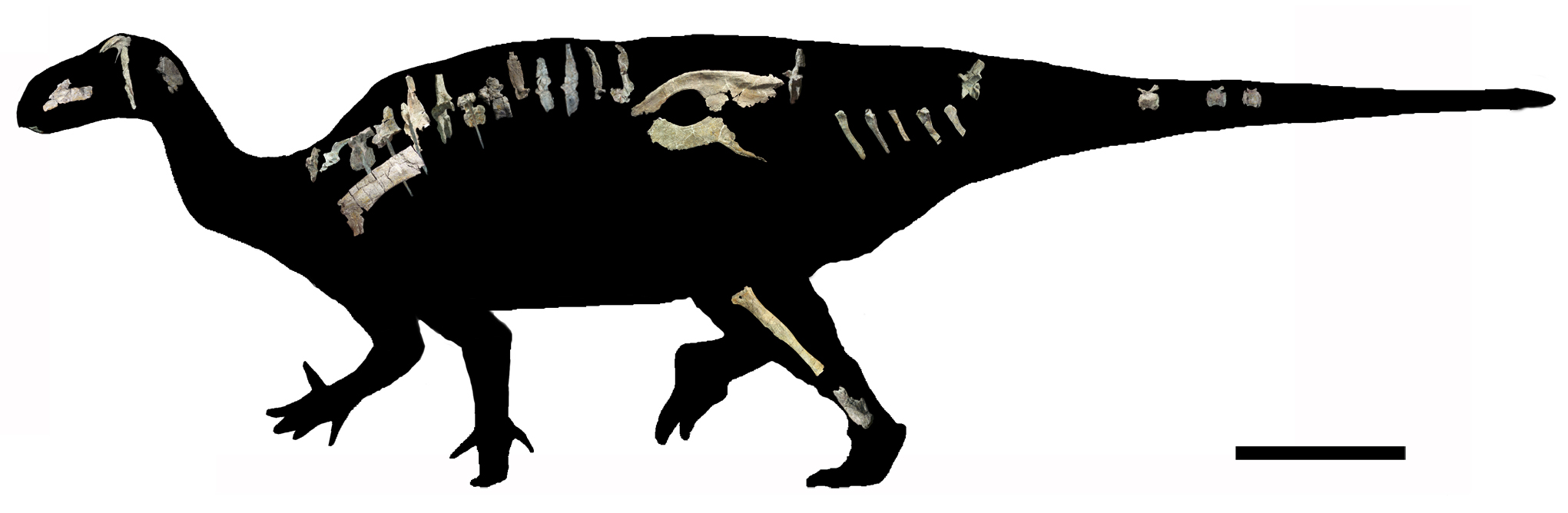
Recreación del esqueleto de Iguanacolossus

Su holotipo, UMNH VP 20205, es el esqueleto articulado parcial de un individuo que fue descrito por Andrew T. McDonald, James I. Kirkland, Donald D. DeBlieux, Scott K. Madsen, Jennifer Cavin, Andrew R. C. Milner y Lukas Panzarin en 2010, junto con el Hippodraco, de la misma formación. La especie tipo es I. fortis, su nombre de género proviene del nombre del género iguana y del latín palabra colossus por "coloso", el nombre específico fortis significa "poderoso".